# Noel
|  | Per a altres significats, vegeu «Sak Noel». |

Noel és una població del Comtat de McDonald a l'estat de Missouri (Estats Units d'Amèrica).

## Demografia
Segons el cens dels Estats Units del 2000 tenia 1.480 habitants, 566 habitatges, i 354 famílies. La densitat de població era de 285,7 habitants per km².
Dels 566 habitatges en un 31,8% hi vivien nens de menys de 18 anys, en un 44,9% hi vivien parelles casades, en un 10,8% dones solteres, i en un 37,3% no eren unitats familiars. En el 29,3% dels habitatges hi vivien persones soles el 9,2% de les quals corresponia a persones de 65 anys o més que vivien soles. El nombre mitjà de persones vivint en cada habitatge era de 2,61 i el nombre mitjà de persones que vivien en cada família era de 3,25.
Per edats la població es repartia de la següent manera: un 27,3% tenia menys de 18 anys, un 12,3% entre 18 i 24, un 28,5% entre 25 i 44, un 20,6% de 45 a 60 i un 11,3% 65 anys o més.
L'edat mediana era de 32 anys. Per cada 100 dones de 18 o més anys hi havia 112,6 homes.
La renda mediana per habitatge era de 27.386 $ i la renda mediana per família de 32.159 $. Els homes tenien una renda mediana de 18.819 $ mentre que les dones 16.848 $. La renda per capita de la població era d'11.166 $. Entorn del 15,4% de les famílies i el 21% de la població estaven per davall del llindar de pobresa.

## Poblacions properes
El següent diagrama mostra les poblacions més properes.